# والگوس
والگوس (نام علمی: Valgus) نام یک سرده از تیره سرگین‌چرخانان است.